# Canibalismo

Canibalismo en Brasil, grabado de Theodor de Bry para ilustrar el relato de Hans Staden de su cautiverio en 1557.

El canibalismo es el acto o la práctica de alimentarse de individuos de la misma especie. Puede observarse en distintas especies animales, y en contextos humanos se conoce específicamente como antropofagia, cuando una persona consume a otro ser humano.
El término proviene de la deformación de la palabra caribe caniba o cariba, del idioma taíno, parcialidad de la etnia arawak. Para la etnia caribe significaba ‘osado’, ‘audaz’; para los arawak significaba ‘enemigo’; y para los europeos ha pasado a significar ‘comedor de carne humana’. 
Los caribes eran nativos de América que Cristóbal Colón encontró en la isla de La Española en su primer viaje. Practicaban la antropofagia, pues atacaban a los arawak para conseguir botín, y también capturaban a niños y los castraban. 
Las historias que se cuentan sobre canibalismo deben tomarse con cierto escepticismo: por ejemplo, Cristóbal Colón regresó a Europa con reportes de canibalismo en el Caribe, siendo así que este razonamiento se utilizó para promover alianzas y levantamientos con las tribus esclavizadas y canibalizadas relevando en el dominio a las antiguas tribus y civilizaciones dominantes , sonriendo a servidumbre a alrededor de un millar y medio de los nativos  antes antropófagos.
Los casos particulares en sociedades contemporáneas se relacionan actualmente con situaciones de hambre, y con ciertos criminales con profundos problemas mentales.

## Origen

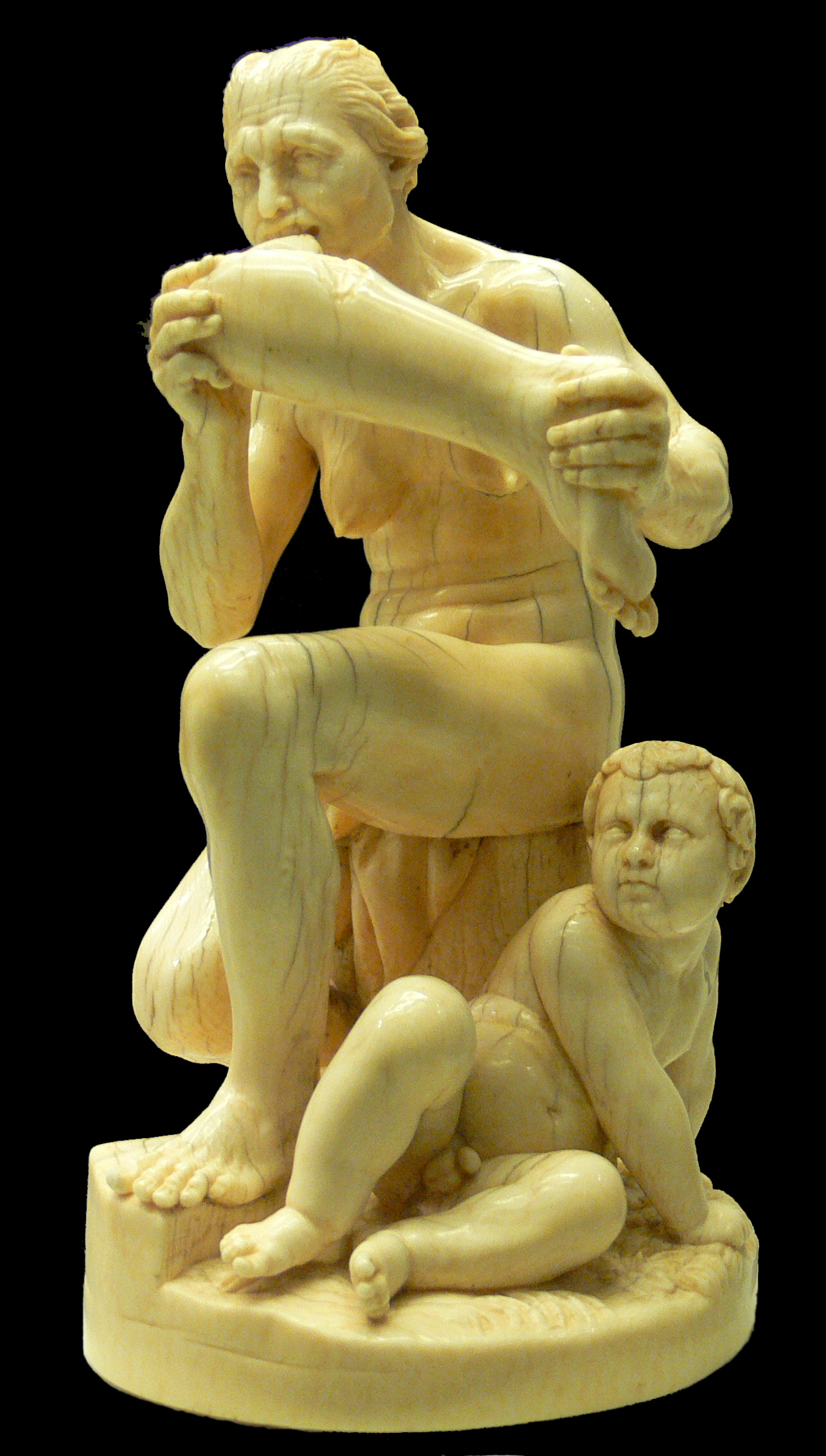
Mujer caníbal, escultura en marfil de Leonhard Kern (c. 1650).

No se sabe a ciencia cierta cuándo los humanos adquirieron el hábito de la antropofagia. En Europa, en concreto en Francia y Alemania, entre otros, y en los yacimientos arqueológicos de Atapuerca, en España, el estudio de las marcas en los huesos encontrados en la cueva de la Gran Dolina ha revelado que se practicaba un canibalismo que, con toda seguridad, no fue producto de una hambruna y carecía de cualquier intención ritual, sino que se efectuó por lo que se ha denominado como canibalismo gastronómico ancestral. Se ha demostrado que el Homo antecessor lo practicaba hace ya unos 800 000 años de antigüedad, siendo esta la referencia sobre canibalismo la más antigua de Europa. Recientes estudios aportan pistas para creer que los seres humanos actuales tienen genes neandertales y el cruce entre especies podría haber ocurrido, además de aportar el rasgo cultural o hábito de la antropofagia, comprobado en diferentes yacimientos neandertales. Un estudio genético publicado en la revista Science indica que los humanos llevan alrededor de 500 000 años protegiéndose evolutivamente contra los priones, debido a que el medio de transmisión habitual es el canibalismo, lo cual podría indicar que se practicaba de forma habitual hasta entonces.

### Canibalismo ritual y cultural

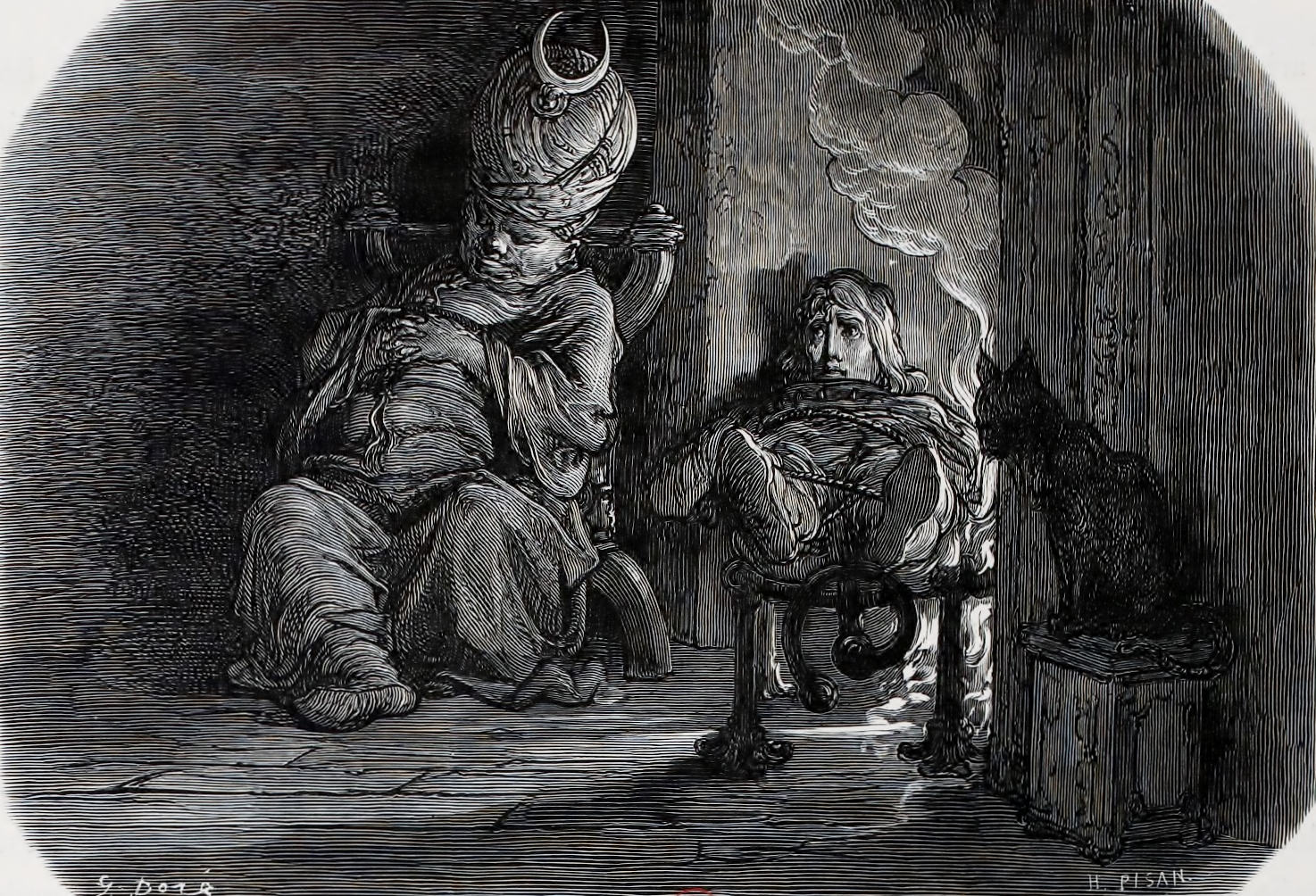
Pintura de 1873 de Gustave Doré.

Varios arqueólogos afirman que restos arqueológicos en Mesoamérica y Sudamérica contienen muestras de canibalismo. [cita requerida] Así mismo, se discute la extensión del canibalismo ritual en algunas culturas africanas o polinésicas. [cita requerida]
Una de las sociedades que más desarrollaron esta práctica fue la de los guaraníes, quienes lo practicaban con fines religiosos, bajo la creencia de que era una forma de adquirir ciertas capacidades y aptitudes de la víctima. En Norteamérica, el análisis de los restos descubiertos en yacimientos arqueológicos habitados entre el 1150 y el 1200 d. C. por los anasazi, confirmó la existencia de canibalismo en este pueblo. Divulgado por primera vez en 1967, el bioarqueólogo Christy G. Turner probó más concretamente en la década de los 90 la existencia de canibalismo, gracias a los hallazgos de Richard Marlar de la Escuela de Medicina de la Universidad de Colorado. Junto con sus colaboradores afirman haber encontrado hemoglobina humana en los vasos de cerámica de la cultura anasazi, lo que sugiere que fueron cocinados con sangre humana. Más aún, en coprolitos humanos quemados (antiguas deposiciones), encontrados cerca del fuego en uno de los refugios abandonados, también se comprobó la existencia de hemoglobina humana.

### Explicación
Según los relatos de los conquistadores, la práctica del canibalismo era habitual entre los pueblos nativos aliados y adversarios de Hernán Cortés en actos religiosos y tras las escaramuzas, para lo cual incluso se solía llevar sal a las batallas para salar a los enemigos muertos, de forma que les durase más tiempo su carne y pudieran volver con ella a sus poblados y repartirla entre sus familiares. Entre la aristocracia azteca se practicaba habitualmente el canibalismo en actos religiosos. El canibalismo como forma habitual de sostén alimenticio no ha sido probado, y los casos de los que se suele hablar se basan en fuentes que podríamos calificar de parciales (conquistadores, enemigos, exploradores, etc.). En la psicología, el canibalismo se describe como el resultado de impulsos agresivos orales no controlados, un acto antisocial originado por el deseo de dominación.
Parece probada la existencia del canibalismo ritual como ofrenda a los dioses o como manera de obtener la fuerza y el valor del guerrero enemigo. El principio sencillo que sustentaba la antropofagia guaraní era que la persona acumula energía a lo largo de su existencia, y que esa energía puede ser utilizada por otra persona para expandir la conciencia. El objetivo vital de los guaraníes era trascender los límites de la existencia diaria accediendo a lo que llamaban «la tierra sin mal», un estado vital en donde una persona escapaba al daño e incluso a la muerte (como supresión del nivel físico de la existencia). En este contexto, consumir la personalidad de una persona primero y su cuerpo físicamente después, daba al practicante un incremento de energía imposible de conseguir por otros medios. De allí que los guaraníes no comieran a cualquiera, sino solo a los mejores. El canibalismo era parte del camino de la perfección o aguyé. [cita requerida]
Es atribuido a muchas tribus y etnias: los nativos amazónicos, los caribes, los aztecas, los pigmeos y otros nativos de la cuenca del río Congo, las tribus Korowai y Fore de Nueva Guinea. [cita requerida]
El 14 de febrero de 1779 el comandante de la expedición marina inglesa James Cook y algunos de sus hombres fueron asesinados y consumidos en Kealakekua Bay, en Hawái (aunque todavía existe controversia sobre la certeza de este hecho) por la población local, tras un intento fallido de secuestrar a su rey, en represalia por los robos de los nativos. Los restos fueron recuperados después y se les dio un funeral marino. [cita requerida]
En 1809 los 66 pasajeros y la tripulación del barco The Boyd fueron asesinados y comidos por maoríes en la península de Whangaroa, en la isla Norte, como parte de un utu (‘venganza’) por el azotamiento con látigo de un maorí que había rehusado trabajar en el barco durante el viaje desde Australia. El hecho permanece como la mayor matanza en la historia de Nueva Zelanda. [cita requerida]
En casos aislados, se ha acusado de caníbales a las poblaciones enemigas como medio de propaganda para despojarlas de toda civilización o humanidad. De esta forma, la conquista, represión o cualquier tipo de trato inhumano y vejatorio podían ser fácilmente justificados moral y legalmente. Otro ejemplo clásico de esta tendencia sería la acusación de canibalismo hacia los cristianos en época romana, que facilitó su criminalización y posterior represión.

### Otras razones de canibalismo
El canibalismo por hambre en tiempos de amenaza extrema sería una práctica vinculada a situaciones donde se pone en juego la propia existencia, por lo que tiene su causa inmediata en la desesperación y la necesidad radical de sustento. Actualmente ha decrecido su práctica y en las civilizaciones actuales es socialmente rechazado y legalmente sancionado; la extensión y aceptación social en el pasado es un tema debatido en la antropología y se enmarca en el relativismo cultural. Los casos particulares se relacionan con situaciones extremas de hambre, criminales o personas con profundos problemas psicológicos. Hubo un caso notable, el del soldado polaco Charles Domery, cuyo apetito inusual lo llevó a intentar comerse la pierna amputada de uno de sus compañeros para satisfacer su hambre extrema.
En el Antiguo Egipto, a fines del 3.er milenio a. C., el hambre llevó a la gente a la insurrección y al canibalismo (única ocasión conocida en Egipto) debido a una sequía muy larga (al parecer un evento global llamado «Súper Niño»), época registrada en la historia egipcia como «los años de los chacales». Este suceso llevó al fin del Imperio Antiguo y al inicio del Primer periodo intermedio de Egipto.
En la Biblia está escrito que los antiguos israelitas, en caso de desobediencia a Dios, serían castigados con grandes calamidades incluyendo el comer carne de sus propios hijos (Levítico). Durante el sitio de Samaria por parte de los sirios, se relata el caso de una mujer que junto a otra se comieron al hijo de la primera (Segundo Libro de los Reyes). Durante el sitio de Jerusalén (70 d. C.) el historiador Flavio Josefo relata un caso de canibalismo perpetrado por una mujer de nombre María contra su propio hijo ante la hambruna que asolaba a la ciudad rodeada por el ejército romano.
En estos casos suelen ingerirse los cuerpos de los muertos por otras causas y es poco frecuente el homicidio con fines caníbales. Históricamente, están atestiguados, con mayor o menor grado de verosimilitud, casos de canibalismo durante el Sitio de Maarat an-Numan en ocasión de la Primera Cruzada, hacia finales de 1098, el asedio de Leningrado durante la Segunda Guerra Mundial y la época del colonialismo, sobre todo como consecuencia de los frecuentes naufragios. Más allá de circunstancias históricas de este tipo, se conocen casos de canibalismo vinculados a hechos dramáticos concretos, como fue el caso de los supervivientes del accidente aéreo producido en los Andes en 1972, que hubieron de alimentarse de sus compañeros muertos para sobrevivir. Quienes dicen haber probado la carne humana afirman que ésta tiene un sabor similar a la de cerdo.
En las selvas de Nueva Guinea existen numerosas comunidades nativas aisladas, muchas de ellas aguerridas, algunas de las cuales han practicado el canibalismo, principalmente atacando a sus vecinos, otras veces por ritual rendido a sus recién difuntos (es lo que les provocaba la enfermedad conocida como kuru).

## Casos de canibalismo documentado en los siglosXXyXXI
En guerras o épocas de hambre surgen a menudo relatos de este tipo de canibalismo. Algunos ejemplos, más o menos debatidos, serían: en la Unión Soviética durante el Sitio de Leningrado en 1941 en el marco de la Segunda Guerra Mundial, durante 900 días de asedio murieron alrededor de 1 500 000 personas y se dieron muchos casos de canibalismo entre sus habitantes.
Las tropas japonesas lo pudieron practicar ocasionalmente en la Segunda Guerra Mundial. Muchos informes escritos y testimonios, recolectados por la Sección australiana de crímenes de guerra del Tribunal de Tokio e investigados por el fiscal William Webb (el futuro juez en jefe), indicaban que el personal japonés cometió actos de canibalismo contra los prisioneros de guerra aliados en muchas partes de Asia y el Pacífico. En muchos casos, el hecho habría estado inspirado por los ataques siempre crecientes de los aliados a las líneas de suministro japonesas, así como a la muerte y a la enfermedad del personal japonés como resultado del hambre. Sin embargo, según el historiador Yuki Tanaka: «el canibalismo era a menudo una actividad sistemática conducida por escuadrones enteros y bajo la dirección de oficiales».
Por ejemplo, un prisionero de guerra de India, Havildar Changdi Ram, testificó: «el 12 de noviembre de 1944 el Kempeitai decapitó a un piloto aliado. Yo vi esta escena desde atrás de un árbol y observé a algunos de los japoneses, cortando carne de sus brazos, piernas, caderas, nalgas, y llevársela hacia sus cuarteles... La cortaron en pequeñas piezas y las frieron». Quizás el oficial de más alto rango condenado por canibalismo fue el teniente general Yoshio Tachibana, quien con otros once japoneses fue juzgado en relación con la ejecución de pilotos estadounidenses y el canibalismo de, al menos, uno de ellos, en agosto de 1946 en Chichi Jima, en las Islas Ogasawara.
La práctica del canibalismo como último recurso en situaciones de hambre fue la extrema situación de los jugadores de rugby uruguayos sobrevivientes del ya nombrado accidente aéreo en los Andes en 1972, quienes lograron mantenerse con vida alimentándose de los cuerpos de las víctimas mortales del accidente. El canibalismo como forma de supervivencia fue realizado después de una oración solemne. Más tarde se justificó plenamente la acción de supervivencia.
El 11 de julio de 1981 Issei Sagawa asesinó de un disparo a Renée Hartevelt de 25 años de edad, descuartizó el cuerpo y se lo comió. Narraría su experiencia caníbal en un posterior libro.
Entre 1978 y 1991 Jeffrey Dahmer, apodado «El Carnicero de Milwaukee», fue un asesino en serie responsable de la muerte de 17 hombres y chicos. Es conocido no solo por la cantidad de personas que asesinó, sino también por practicar la necrofilia y el canibalismo. En el año 2022 se estrenó una serie llamada Dahmer basada en su historia real, con Evan Peters en el papel de Jeffrey Dahmer.
En 1999 se dio en Venezuela un caso de canibalismo: Dorángel Vargas, un indigente oriundo del Estado Táchira, asesinaba a sus víctimas para luego consumir la carne. Se le conoció como «El comegente del Táchira». Sin embargo, en este caso se trataba de un cuadro de esquizofrenia aguda que padecía.
En marzo de 2001 Armin Meiwes grabó en vídeo cómo cortó el pene, asesinó, descuartizó y se comió a Bernd Brandes, con quien había contactado por Internet y que supuestamente le había pedido que lo matara y luego lo devorara. Por ello Armin Meiwes es conocido como el caníbal de Rotenburgo.
El 8 de octubre de 2007 miembros de la Procuraduría General de Justicia de Ciudad de México fueron a la casa de José Luis Calva Zepeda y lo arrestaron bajo la sospecha de ser responsable de la desaparición de su novia Alejandra Galeana Garabito, quien había sido vista por última vez el día 6 del mes. Fue hallado el cuerpo de esta mujer destrozado y algunas partes fritas en una sartén. No se ha comprobado científicamente que ingiriera carne humana, y él mismo lo negó antes de morir, pero algunos datos apuntan a que así fue. Trató de escapar a través de una ventana, pero se lastimó en el intento y fue aprehendido. La policía encontró restos del cuerpo de su novia, carne humana en el refrigerador, una sartén con carne humana frita y huesos humanos en una caja de cereales, además de un libro sin terminar titulado Instintos caníbales o 12 días y una foto de Anthony Hopkins en su papel de Hannibal Lecter.

## Canibalismo en la mitología

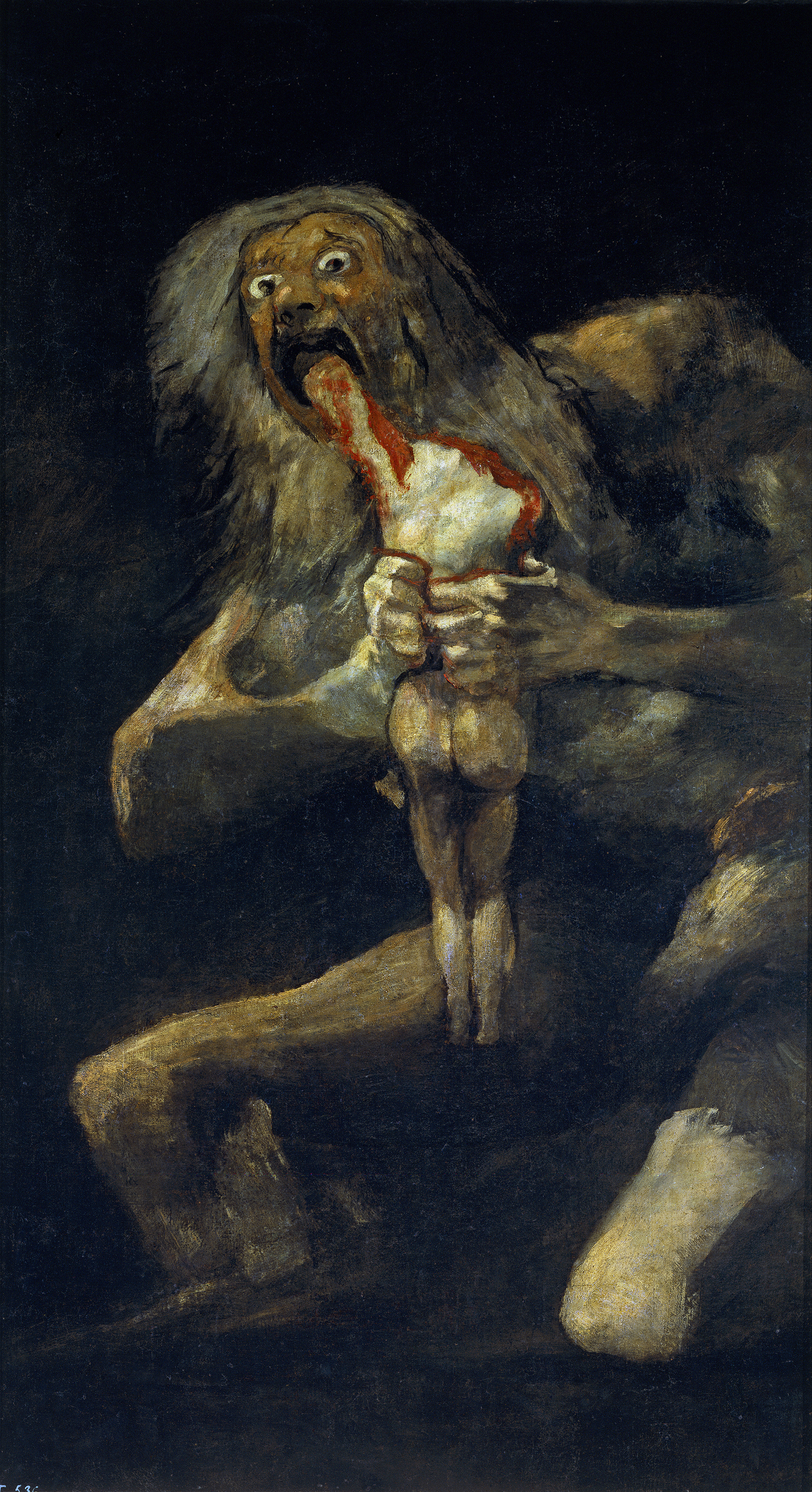
Saturno devorando a su hijo, cuadro del pintor español Francisco de Goya, es una de las principales obras dedicadas al canibalismo entre humanos.

- En la mitología griega, al titán Cronos se le profetizó que uno de sus hijos lo destronarían, por lo que cada vez que nacían sus hijos, los devoraba. Su esposa Rea, harta del proceder de Cronos, cuando iban a nacer su sexto hijo, dio a luz en secreto, y una vez nacido Zeus, a su marido le dio una piedra en lugar del hijo. Una vez crecido Zeus, obligó a su padre a vomitar a sus hermanos: Hera, Deméter, Hestia, Hades y Poseidón. Es importante destacar, al menos en este caso, que los mitógrafos refieren una deifagia y no un caso de antropofagia.

- El mitógrafo Higino en la fábula XLV relata el mito de las hermanas Procne y Filomela que en venganza contra Tereo, le dan a comer a su propio hijo;[20] en la fábula LXXXVIII habla sobre el banquete que Atreo le ofrece a tu hermano Tiestes, donde sirven como platillo a los hijos de este;[21] en la fábula CCVI cuenta como Harpálice le da de comer a su padre Clímeno el producto de su incesto.[20]

### Canibalismo en las leyendas folklóricas
- En el pueblo norteamericano de los algonquinos existe la creencia de que quienes practican el canibalismo se transforman en un monstruo llamado wendigo. Probablemente se creó ese mito para prevenir tal práctica durante la escasez que solía sobrevenir en los crudos y largos inviernos.[22]

## Canibalismo en la literatura

### Ficción
- Aparece como tema en Tito Andrónico, de William Shakespeare.
- Jonathan Swift, autor del famoso libro Los viajes de Gulliver, escribió la sátira augusta Una modesta proposición: para prevenir que los niños de los pobres de Irlanda sean una carga para sus padres o el país, y para hacerlos útiles: donde propugna el canibalismo infantil gastronómico como solución a la pobreza, el nefando aborto y en general los gastos que ocasionaban al erario público los retoños de los pobres.[23]
- En la novela de Edgar Allan Poe Las aventuras de Arthur Gordon Pym, donde cuatro supervivientes deciden jugarse a suertes quién de ellos se sacrifica para que los demás coman, pues llevaban muchos días en mitad del océano sin comida y sin bebida.
- El escritor español Max Aub fabula en su cuento Sesión Secreta: una nación africana con un proyecto de antropofagia a escala industrial.[24]
- En El antropófago de Pablo Palacio se narra como un hombre oncemesino siente la necesidad de seguir nutriéndose de sustancias humanas y mutila con los dientes a su mujer y su primogénito.[25]
- El cuento de Salvador Humberto, Sandwichs relata como un enterrador saquea tumbas y prepara sándwiches con los cadáveres.[26]
- Aparece como tema lateral del cuento Adelaida del escritor mexicano Alejandro Barrón, perteneciente a su Plaquette de 2016 Desquiciados[27]
- En el Capítulo XII  del Cándido de Voltaire se relata como unos janisarios son asediados por huestes rusas. Al quedarse sin víveres devoran primero a dos eunucos y luego una de las nalgas de las mujeres que protegían,[28] también en el capítulo XVI Cacambo y su amo por poco son cocinados y consumidos por los naturales de Paraguay pensando que eran Jesuitas, práctica común de la época.[29]
- El escritor francés Guy de Maupassant aborda el tema en sus cuentos Tombuctú y Lo horrible; en el primero de ellos habla sobre un soldado africano al servicio de los franceses en la guerra franco prusiana de 1870 que devora alemanes y el segundo a través de dos historias paralelas expresa la definición personal del concepto de lo Horrible, narra una expedición en el desierto que termina recurriendo a la antropofagia para sobrevivir.[30]
- El caso del doctor Hannibal Lecter, personaje de ficción de la película El silencio de los corderos, basada en la novela homónima de Thomas Harris.

### No ficción
- El libro En los mares del Sur de Robert Louis Stevenson ofrece un invaluable testimonio sobre las prácticas caníbales en Oceanía; por ejemplo el capítulo 11 del libro I, El cerdo largo. Un lugar de sacrificios de los caníbales.[31]

- De sus experiencias en el tribunal de justicia de Rúan, André Gide escribió la crónica del proceso penal incoado a un grupo de gitanos de Moldavia, en Checoslovaquia; quienes fueron acusados de la desaparición de al menos 20 personas y de haberse alimentado de sus restos.[32][33]

## Canibalismo en la cultura popular
- HuFu (acrónimo de Human toFu) era un producto alimenticio falso. Supuestamente estaba compuesto por un tipo de soja que estaba diseñada para parecerse a la carne humana tanto en el sabor como en la textura. La página web en la que se comercializaba el hufu (eathufu.com) estuvo operativa desde mayo de 2005 hasta junio de 2006, cuando fue cerrada. Los creadores afirmaron que Milla Jovovich acuñó el término después de oír hablar del desarrollo del producto durante el Eurostar de Londres a París. Aunque desde el comienzo plantearon el producto como una broma de mal gusto, muchísima gente estuvo interesada en adquirirlo.[34]

## Canibalismo no humano

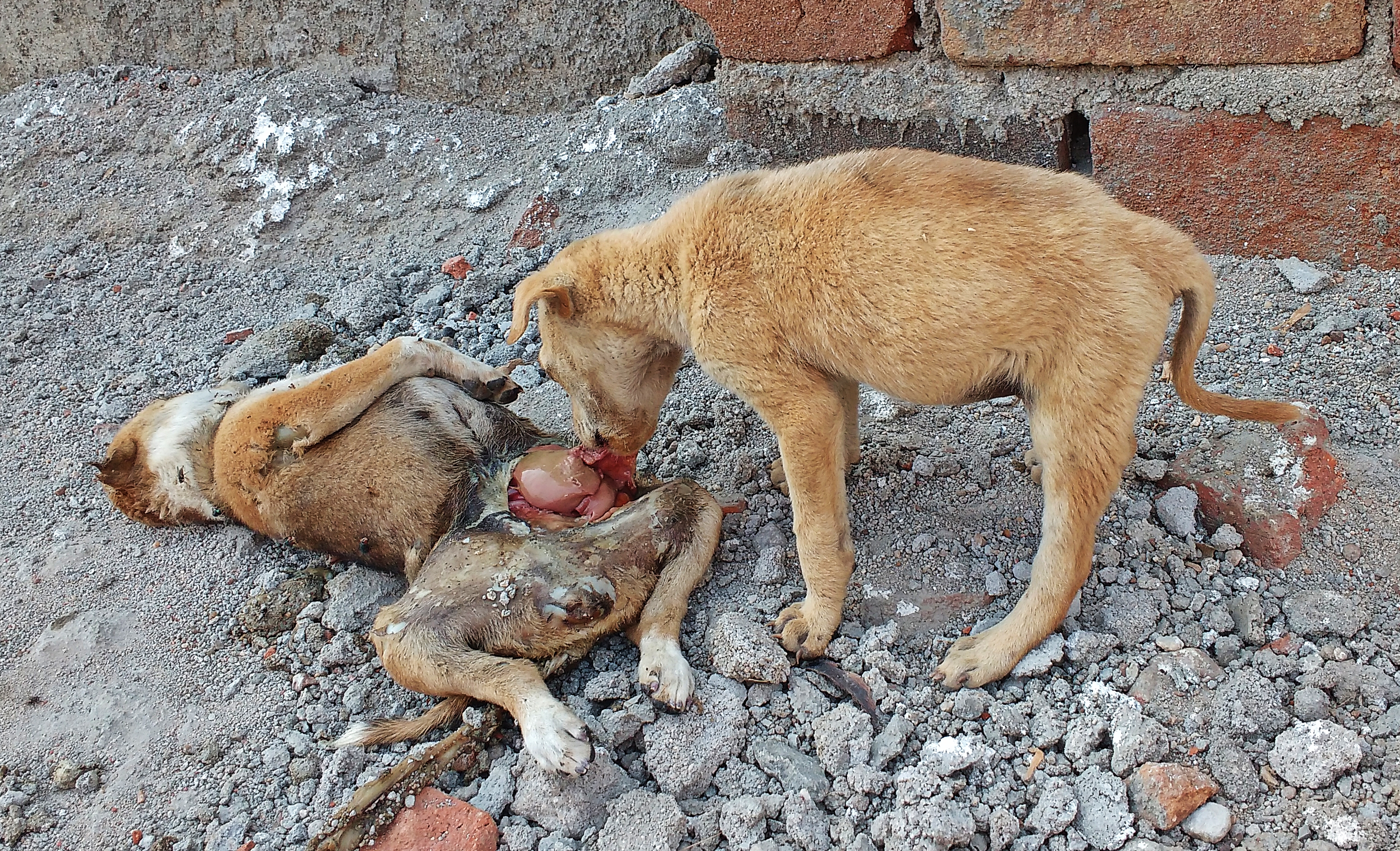
Una cría de perro comiendo el cadáver de otro perro.

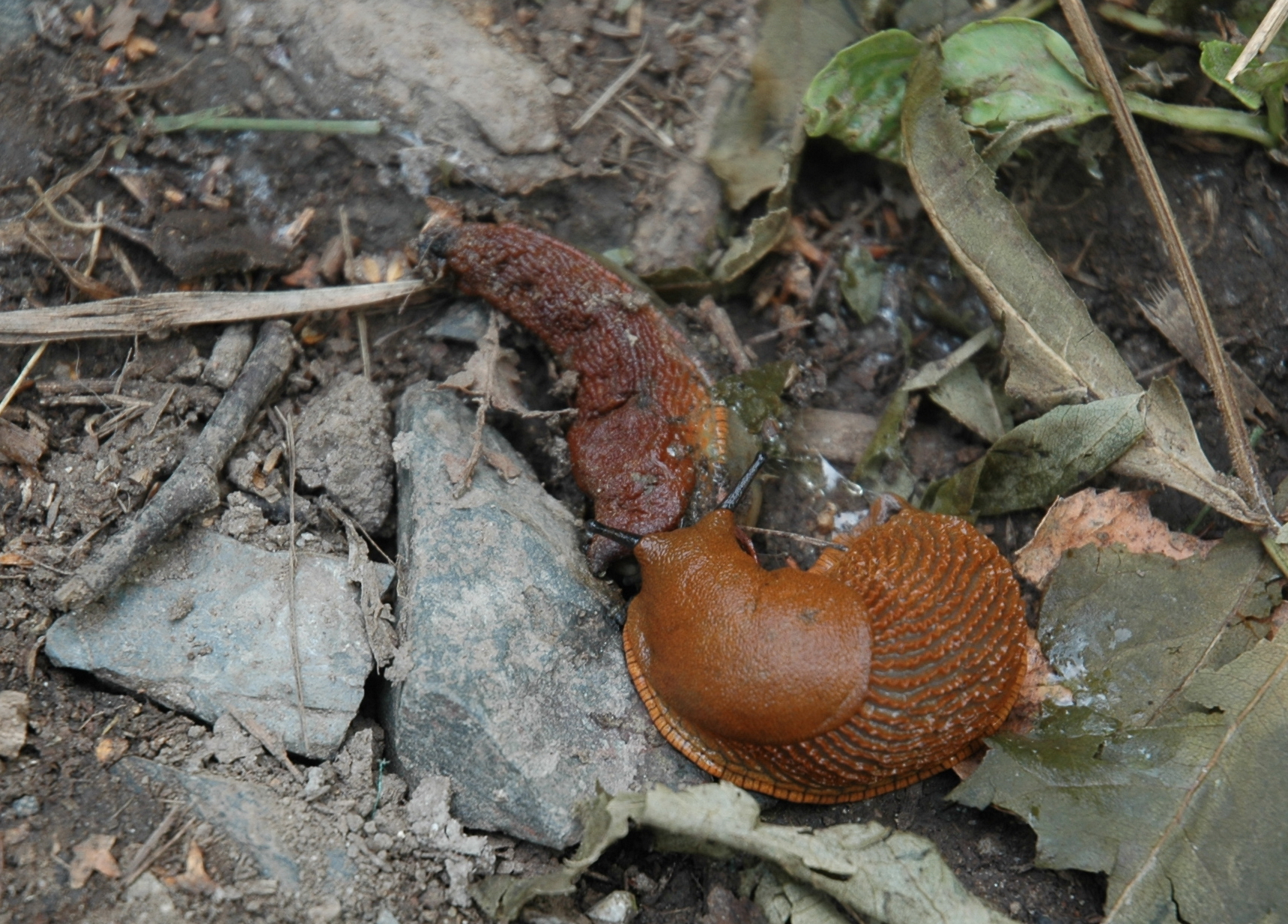
Una babosa (Arion vulgaris) comiendo un ejemplar muerto de su misma especie.

Varias especies animales no humanas recurren al canibalismo. Se citó ya el caso de los cocodrilos. Se ha visto a algunos insectos comerse a sus propios hijos en épocas de extrema escasez, y eso los ayuda a sobrevivir hasta que pase la crisis, pues sus crías de cualquier forma tienen muy pocas o nulas posibilidades de sobrevivir. Los arácnidos hembras que se comen al macho, como en el caso de los escorpiones y las arañas.
- En algunas especies de pulpos el macho devora a la hembra.
- También existen casos en que la araña macho, devora a la hembra, como la Micaria sociabilis.
- Es común en los arácnidos que las crías recién eclosionadas devoren a su madre viva, como en el caso de la Amaurobius ferox o la Stegodyphus lineatus.

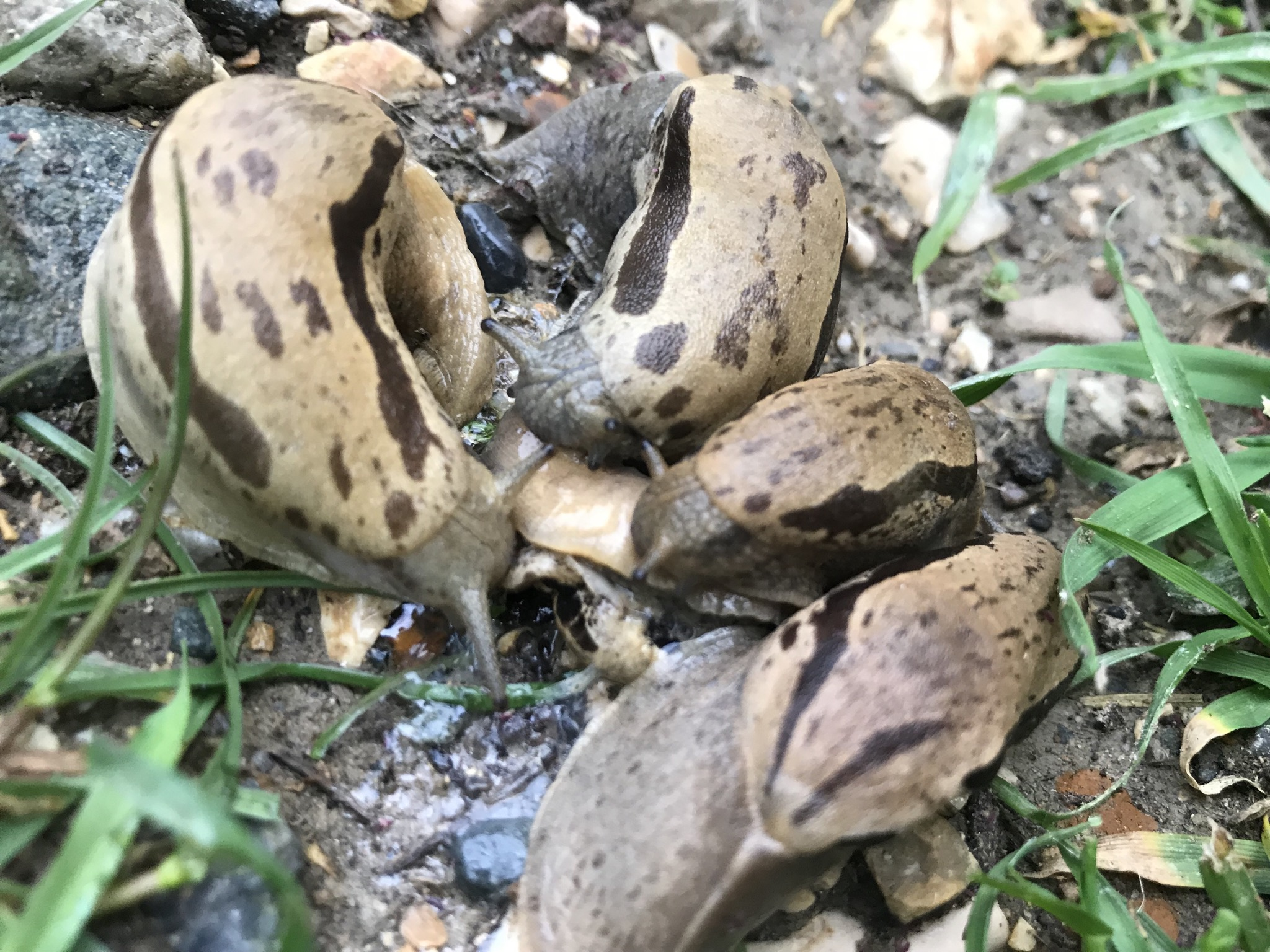
Un grupo de caracoles comiendo a otro caracol.

- La mantis religiosa se come al macho al acabar la reproducción, aunque esto ocurre muy rara vez en estado salvaje.
- Se ha visto a perras comerse a alguno de sus recién nacidos.
- La foca leopardo se come a sus crías, o a otras focas, en casos de hambre.
- En el caso de los hámsteres, pueden darse casos de canibalismo cuando uno de los progenitores se come a alguna cría.
- También la rata madre se come a sus crías para sobrevivir, sobre todo, si se siente obstaculizada para salir de su guarida.